# Leones de Nariño
El club Leones de Nariño es un equipo colombiano de fútbol sala cuya sede es la ciudad de San Juan de Pasto. Fundado en 2010, se convierte en el primer equipo en participar por el departamento de Nariño en la Copa Profesional de Microfútbol de Colombia hasta el año 2016. Juega en la Liga Colombiana de Fútbol Sala, además cuenta con un equipo de fútbol que compite en la Categoría Primera C del fútbol colombiano.

## Historia
El club es fundado en 2010 con el propósito de tener un torneo profesional en el área de Fútbol de salón de Colombia puesto que en la ciudad el deporte es muy común y con muchos seguidores siendo otra alternativa para lo que es el otro deporte profesional que existe en la región como lo es el fútbol.

### Primer torneo
Para el 2010 el equipo cumple su primera temporada en la Copa Postobon de Microfútbol, ubicándose en el grupo B del torneo, donde actualmente el equipo está cumpliendo una destacada campaña, ocupando la primera posición en la primera fase tanto en el grupo como también en la reclasificación logrando así su acceso a los cuartos de final en donde enfrentó al equipo P&Z Bogotá, ganando en esta serie los dos de tres partidos de forma consecutiva consiguiendo su clasificación a las semifinales, en donde enfrentó al equipo Bello Jairuby, perdiendo sin ser menos que su rival por marcadores (3-0) y (4-5), dándole el paso a la final al equipo antioqueño. De esta manera el Club Leones hizo una meritoria campaña en el torneo siendo su primera participación en la misma.

### Subcampeonato 2013
En 2013 hace una campaña excepcional con un gran poder ofensivo el cual se notaba en cada partido con 6 o 7 goles de diferencia contra sus rivales y anotando aplastantes goleadas de (16-0), los máximos goleadores fueron el paraguayo Darío Herrera convirtió 33 goles, seguido por Jimmy Benavides con 23 tantos, otras figuras del equipo fueron Yóvan Cárdenas, Daniel Betancour, Duván Valencia y Felipe Echavarría, como también Jorge Cuervo, Diego Abril, Sigifredo Bernal, Andrés Murillo y Jimmy Benavides quienes por su gran nivel fueron incluidos en la nómina de la Selección Colombia para disputar los World Games 2013 realizados en Cali, ganando el título comandados por el profesor Jaime Cuevo, Leones de Nariño logra consolidar a jugadores y cuerpo técnico en la selección nacional demostrando la grandeza del club nariñenese en el mismo año logra disputar la final, en el partido de ida se impuso (4-3) con un dudoso arbitraje el cual anuló 2 goles legítimos del club nariñenese, pierde el partido de vuelta por (6-4) logrando el subcampeonato perdiendo la final contra Barrancabermeja.
A finales del 2013 el club, fue reconocido como mejor club deportivo del año 2013 en el departamento de Nariño, llevándose la mayoría de premios a los cuales fue nominado; entre los cuales se destacan: Mejor Dirigente Deportivo: Óscar Casabón, Mejor Deportista: Jimmy Benavides, Mejor Club.

## Leones de Nariño 2024

### Plantilla 2024
| Dorsal | Nacionalidad | Posición | Jugador          |
| ------ | ------------ | -------- | ---------------- |
| 12     | Colombia     | ARQ      | Jacobo Ortiz     |
| 22     | Colombia     | ARQ      | Mateo Muñoz      |
| 0      | Colombia     | POSTE    |                  |
| 0      | Colombia     | LATERAL  | Luis Poveda      |
| 0      | Colombia     | LATERAL  | Wilmer Pérez     |
| 0      | Colombia     | LATERAL  | Mauricio Medina  |
| 10     | Colombia     | LATERAL  | Jimmy Benavides  |
| 11     | Colombia     | PÍVOT    | Ricardo Arcos    |
| 16     | Colombia     | PÍVOT    | David Benavides  |
| D.T    | Colombia     |          | Steven Benavides |
|        |              |          |                  |

### Cuerpo Técnico Y Dirigentes 2024
| Nombre                    | Función              |
| ------------------------- | -------------------- |
| Óscar Casabón             | Presidente           |
| Steven Benavides          | Entrenador           |
| -                         | Asistente Técnico    |
| -                         | Preparador Físico    |
| William Alberto Santacruz | Gerente Deportivo    |
| '                         | Delegado             |
| Lolita Estrada            | Publicista Deportivo |
| Fernando Benavides'       | Utilero              |
|                           |                      |

## Palmarés

### Torneos nacionales
| Competición                          | Títulos            | Subtítulos |
| ------------------------------------ | ------------------ | ---------- |
| Liga Colombiana de Fútbol Sala (2/0) | 2017 II \| 2022-II |            |
| Superliga Argos Fútsal (5/4)         | 2018               | 2022       |

## Uniforme
- Uniforme titular: Camiseta verde con rayas verticales negras, pantaloneta y medias verdes.

## Datos del club
- Temporadas en Liga Argos Futsal: 2
- Mejor puesto en la Liga: Campeón (en 2017-II) (2022-II)
- Temporadas en Copa Postobon de Microfútbol: 4
- Mejor puesto en la Copa: Subcampeón (en 2013)